# Yukari Watanabe
Yukari Watanabe (Japans: 渡 辺 ゆかり) (Wakkanai, 28 april 1981) is een schaatsster uit Japan. Ze vertegenwoordigde haar vaderland op de Olympische Winterspelen 2002 in Salt Lake City en de Olympische Winterspelen 2006 in Turijn.

## Resultaten

### Olympische Winterspelen
| Jaar | Plaats         | Resultaten |
| ---- | -------------- | ---------- |
| 2002 | Salt Lake City | 9e 500 m   |
| 2006 | Turijn         | 15e 500 m  |

### Wereldkampioenschappen
| Jaar | Plaats         | Resultaten |
| ---- | -------------- | ---------- |
| 2001 | Salt Lake City | 6e 500 m   |
| 2003 | Berlijn        | 20e 500 m  |

### Wereldbeker
| Seizoen   | 100 m | 500 m | 1000 m |
| --------- | ----- | ----- | ------ |
| 2000/2001 |       | 12e   | 48e    |
| 2001/2002 |       | 10e   | 46e    |
| 2002/2003 |       | 9e    | -      |
| 2003/2004 | 12e   | 16e   | 48e    |
| 2004/2005 | 13e   | 6e    | -      |
| 2005/2006 | -     | 17e   | -      |
| 2006/2007 | 23e   | 25e   | -      |
| 2007/2008 | 24e   | 24e   | -      |
| 2008/2009 | 17e   | 23e   | -      |

- In het seizoen 2001/2002 won Watanabe de bronzen medaille op de 500 meter wereldbeker wedstrijd in Oslo.
- In het seizoen 2002/2003 won Watanabe de bronzen medaille op de 100 meter wereldbeker wedstrijd in Salt Lake City.
- In het seizoen 2004/2005 won Watanabe de zilveren medaille op de 500 meter wereldbeker wedstrijd in Calgary.

### Japanse kampioenschappen
| Jaar | 500 m  | 1000 m | 1500 m | Sprint |
| ---- | ------ | ------ | ------ | ------ |
| 2000 | 8e     | 13e    | -      | -      |
| 2001 | 5e     | 11e    | -      | 7e     |
| 2002 | 4e     | 14e    | -      | 9e     |
| 2003 | Brons  | 10e    | -      | 7e     |
| 2004 | Zilver | 5e     | 25e    | 5e     |
| 2005 | 5e     | 14e    | -      | 8e     |
| 2006 | 4e     | 10e    | -      | 11e    |
| 2007 | Zilver | 13e    | -      | DNF    |
| 2008 | 5e     | 19e    | -      | 18e    |
| 2009 | 5e     | 20e    | -      | 6e     |
| 2010 | 7e     | 30e    | -      | -      |

## Persoonlijke records
| Afstand    | Tijd    | Datum            | Baan           |
| ---------- | ------- | ---------------- | -------------- |
| 100 meter  | 10,35   | 10 januari 2003  | Salt Lake City |
| 500 meter  | 37,87   | 20 november 2005 | Salt Lake City |
| 1000 meter | 1.17,89 | 18 maart 2001    | Calgary        |
| 1500 meter | 2.09,09 | 1 november 2003  | Nagano         |